# Inès Reg
Inès Reghioua (XI Distrito de París, 20 de julio de 1992), más conocida como Inès Reg, es una actriz y comediante francesa. En 2021 fue incluida en la lista 30 Under 30 de la revista Forbes.

## Biografía

### Inicios y década de 2010
De origen argelino, Reg nació en 1992 en el XI Distrito de París. Tras graduarse de la escuela secundaria se inscribió en la academia de teatro Cours Florent.
En 2013 debutó en el programa Jamel Comedy Club, donde realizó sus primeros sketches y permaneció hasta 2016. En 2019 participó en el concurso humorístico Marrakech du rire. Ese mismo año fue invitada al programa Clique del Canal+, y poco después apareció como invitada en el show Quotidien.

### Década de 2020 y actualidad
En 2020 se unió a la compañía de artistas Les Enfoirés. Un año después protagonizó el filme Je te veux, moi non plus y en 2022 ganó la decimosexta temporada del programa de telerrealidad del canal M6 Pékin Express junto con su hermana Anaïs.
En 2022 formó parte del jurado en el certamen Miss Francia. En 2024 participó en el programa Dancing with the Stars y aportó la voz de uno de los personajes animados en el filme de comedia y aventuras Perro y gata, de la directora Reem Kherici.